# De cerimoniis

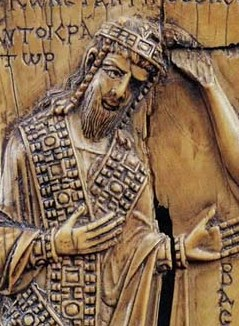
Konstantin VII., Elfenbeinschnitzerei, Moskau, Puschkin-Museum

De cerimoniis (vollständig: De cerimoniis aulae Byzantinae) ist der lateinische Titel eines in byzantinischem Griechisch geschriebenen Buches über das höfische Zeremoniell der byzantinischen Kaiser Konstantinopels. Sein griechischer Titel wird oft mit Ἔκθεσις τῆς βασιλείου τάξεως (dt. Erklärung der Palastordnung) angegeben, der aus dem Vorwort Περὶ τῆς Βασιλείου Τάξεως (Über die Palastordnung) stammt.

## Geschichte und Quellen
Geschrieben oder zumindest in Auftrag gegeben wurde das Buch wahrscheinlich um 956 bis 959 von dem byzantinischen Kaiser Konstantin VII. Porphyrogennetos. Die erste Fassung wurde später unter Nikephoros II. vielleicht unter der Aufsicht von Konstantins Vertrautem Basileios Lakapenos, dem kaiserlichen Parakoimomenos, überarbeitet und vervollständigt. Es beinhaltet auch frühere Beschreibungen des 6. Jahrhunderts.
Einer der Anhänge des Buches ist Drei Abhandlungen über kaiserliche militärische Feldzüge, ein Kriegshandbuch von Konstantin VII. für seinen Sohn und Nachfolger Romanos II.

## Überlieferung
Der Text des Werkes ist nur in einer einzigen Handschrift erhalten, der Handschrift Rep. I 17 in der Universitätsbibliothek Leipzig.

## Aufbau und Inhalte

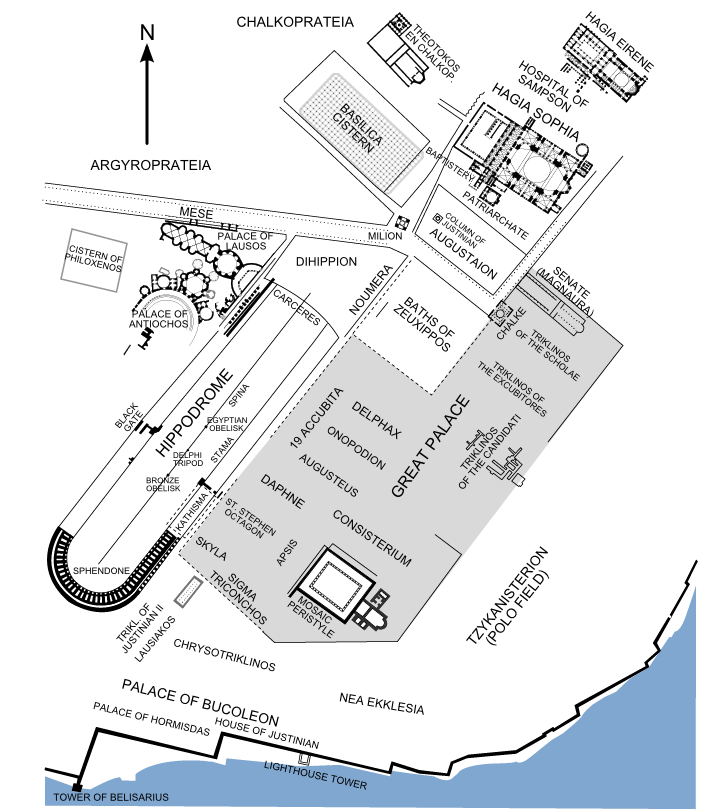
Karte des Bereichs des Großen Palastes in Konstantinopel nach literarischen Quellen, erhaltene Strukturen in Schwarz

In der unvollständigen Fassung, die zu Konstantins Lebzeiten erschien, beschreiben die Kapitel 1 bis 37 des ersten Buchs ausführlich Prozessionen und Zeremonien religiöser Feste (weniger bedeutende, aber auch Hochfeste) wie die Kreuzaufrichtung, Weihnachten, die Erscheinung des Herrn, Palmsonntag, Karfreitag, Ostern, Christi Auferstehung und Namenstage bedeutender Heiliger wie Demetrios von Thessaloniki und Basilius der Große. Die Kapitel 38 bis 83 beschrieben weltliche Zeremonien wie Krönungen (Kapitel 38–40), Hochzeiten (39, 41), Geburten (42), Bestattungen (60) oder die Feierlichkeiten nach Kriegstriumphen während der Feste im Hippodrom wie die Lupercalien (73).
Die Protokolle regelten die Verhältnisse zwischen dem Palast und den Kirchen bezüglich Riten und Akklamationen. Der Text erwähnt metrische Akklamationen sowie Troparia oder Kontakia, aber auch Heirmoi und Stichera. Die Texte definieren die Rollen wichtiger Würdenträger wie etwa Minister, Senatsmitglieder und die Anführer der Zirkusparteien des Hippodroms, die eine bedeutende Rolle in den höfischen Zeremonien einnahmen. Das Hippodrom nahm für höfische Zeremonien eine bedeutende Stellung ein, die etwa jener der Hagia Sophia für religiöse Zeremonien entsprach. Das galt nicht nur für die Pferderennen, sondern auch für Empfänge, Bankette und das jährliche Jubiläum Konstantinopels am 11. Mai. Das „goldene Wagenrennen“ war eine eigene Feier zur Eröffnung der neuen Saison und der Festlegung der Termine für Feiern und zeremonielle Termine. Gelegentlich wurden auch Votivrennen abgehalten, wie etwa am 22. Juli für den Hl. Elias.
Die folgenden Kapitel von 84 bis 95 stammen aus dem Handbuch von Petros Patrikios aus dem 6. Jahrhundert. Sie beschreiben Verwaltungshandlungen wie etwa die Berufung auf bestimmte Positionen (Kapitel 84, 85), die Investitur einiger Ämter (Kapitel 86), den Empfang von Botschaftern und Akklamationen des weströmischen Kaisers (Kapitel 87, 88), den Empfang des persischen Botschafters (Kapitel 89, 90), Ansprüche einiger Kaiser (Kapitel 91 bis 96) und die Ernennung des proedros des Senats (Kapitel 97).
Beschrieben wird nicht nur die Art der Fortbewegung wie etwa zu Fuß, beritten oder mit dem Schiff, sondern auch welche Kleidung die Teilnehmer tragen mussten und wer welche Akklamationen leisten musste. Der Kaiser nahm häufig die Stellung des irdischen Stellvertreter Christi ein. Der kaiserliche Palast wurde häufig für religiöse Riten gewählt, sodass hier Weltliches und Religiöses verschmolzen. Bemerkenswert ist, dass einige Lobgesänge (Kapitel 370) noch in schlechtem Lateinisch abgefasst sind, das seit mehr als drei Jahrhunderten keine offizielle Amtssprache mehr war.
Das zweite Buch folgt einem sehr ähnlichen Aufbau: Teil Eins beschreibt religiöse Feste und enthält Beschreibungen einiger Palastgebäude der makedonischen Renaissance, Teil Zwei beschreibt säkulare Zeremonien und kaiserliche Ordinationen, Teil Drei widmet sich kaiserlichen Empfängen und Kriegsfestivitäten im Hippodrom. Die Beschreibungen erinnern allerdings eher an spätere Gebräuche der Porphyrogennetos-Dynastie, darunter auch die von Konstantin VII. und seinem Sohn Romanos. Es scheint so, als sei der erste Band in der Zeit zusammengesetzt worden, als Konstantin VII. das Buch in Auftrag gegeben hatte, das Projekt dann aber später von Geschichtsschreibern nach dem Ableben fortgesetzt worden. Der zweite Buch scheint weniger normativ, sondern beschreibt eher spezielle Zeremonien, wie sie während bestimmter kaiserlicher Empfänge in der Vergangenheit durchgeführt worden waren.

## Ausgaben und Übersetzungen
- Johann Heinrich Leich, Johann Jacob Reiske (Hrsg.): Constantini Porphyrogenneti Imperatoris Constantinopolitani libri duo De Cerimoniis Aulae Byzantinae.
  - Band 1, Ioannis Friderici Gleditschii, Leipzig 1751 (Digitalisat).
  - Band 2, Ioannis Friderici Gleditschii, Leipzig 1754 (Digitalisat bei Google Books).
- Johann Jakob Reiske, Johannes Heinrich Leich: Constantini Porphyrogeniti Imperatoris De Cerimoniis Aulae Byzantinae libri duo graece et latini e recensione Io. Iac. Reiskii cum eiusdem commentariis integris (Corpus Scriptorum Historiae Byzantinae). 2 Bände, Weber, Bonn 1829/1830 (Digitalisat).
- Albert Vogt: Le livre des cérémonies. 4 Bände, Les Belles Lettres, Paris 1935–1940 (französische Übersetzung und Kommentar).
- Ann Moffatt, Maxeme Tall: Konstantinos Porphyrogennetos: The book of ceremonies(=  Byzantina Australiensia 18). 2 Bände, Australian Association for Byzantine Studies, Canberra 2012, ISBN 978-1-876503-42-0 (englische Übersetzung).
- Gilbert Dagron, Bernard Flusin (Hrsg.): Constantin VII Porphyrogénète: Le livre des cérémonies (= Corpus fontium historiae Byzantinae 52). 5 Bände, Association des Amis du Centre d’Histoire et Civilisation de Byzance, Paris 2020, ISBN 978-2-916716-70-1 (neue Ausgabe mit französischer Übersetzung und ausführlichem Kommentar).